# Eanhere
Eanhere (fl. VII secolo) fu forse sovrano di Hwicce, uno dei regni anglosassoni dell'Inghilterra, insieme al fratello Eanfrith.

## Biografia
Sua nipote, Eafe figlia di Eanfrith, sposò re Æðelwealh del Sussex. L'unica fonte su Eanhere è Beda il Venerabile, che però lo menziona senza attribuirgli i titolo di re: Porro regina, nomine Eabae, in sua, id est Huicciorum prouincia fuerat baptizata. Erat autem filia Eanfridi fratris Ænheri, qui ambo cum suo populo Christiani fuere. Osric potrebbe essere stato figlio di Eanhere e Osthryth, figlia di Oswiu di Northumbria. L'unico matrimonio di Osthryth ricordato dalla tradizione è però quello con Aethelred di Mercia, ma un precedente matrimonio con Eanhere spiegherebbe perché Osric e suo fratello Oswald vengono descritti come nipotes di Aethelred, termine che di solito significa "nipoti", ma che qui probabilmente indica "figliastri".